# Karin.
Karin.（カリン、2001年5月30日 - ）は、日本の女性シンガーソングライター。茨城県出身。所属芸能事務所はフェイスミュージックエンタテインメントで、所属レコード会社はユニバーサルミュージック。

## 略歴
6歳からピアノを始め、小学校では吹奏楽部に所属し、小学生から中学生までバレーボールをやっていた。
中学2年生の頃、落ち込んでしまった時に美術の先生の弾き語りを見て、ギターに憧れを抱くようになった。
高校進学後、本格的に音楽活動を開始し、高校1年生の終わり頃に地元の高校生とコピーバンドを組んでスタジオ入りしたが、
Karin.自身 1人でもやっていけると思い、その時にソロで音楽活動をやっていこうと思った。
その後、2018年に水戸ライトハウスに立ち、2019年6月8日にデビューを発表した。
2019年は、1stアルバムとシングル2枚をリリース。
2020年は、2ndアルバムとミニアルバム3枚をリリース。
2021年は、3rdアルバムとミニアルバム2枚をリリース。
2019年8月7日に1stアルバム『アイデンティティクライシス』を発売しデビュー。
2020年2月12日に2ndアルバム『メランコリックモラトリアム』を発売した 。
2020年5月22日にミニアルバム『君が生きる街』を発売した。
2020年6月に初のワンマンツアー『最終章お前は泣く』を開催予定だったが、コロナウイルス感染拡大にて3・4月振替公演も開催中止。
2020年6月28日にフジテレビ系「Love music」にてテレビ初出演。
2020年8月21日にミニアルバム『知らない言葉を愛せない』を発売した。
2020年10月5日にSPACE SHOWER TV × J-WAVEの公開収録企画「DRIP TOKYO」に出演。
2020年12月4日にミニアルバム『この感情にはまだ名前がない』を発売した。
2021年2月26日にショートフィルム『solitude ability』の世界観を2部作、映像化Karin. 1st tour "solitude time to end"
2021年3月10日に3rdアルバム『solitude ability』を発売した。
2021年5月12日にミニアルバム『solitude minority』を発売した。
2021年6月12日に初のワンマンライブ『solitude time』無観客開催。
2021年10月27日にミニアルバム『二人なら』を発売した。
2021年11月14日～11月28日に初ワンマンツアー『Karin. 1st tour "solitude time to end"』開催。

## ディスコグラフィ

### 先行配信
|                    | 発売日             | タイトル                   | 規格                   | 収録アルバム               |
| ユニバーサルシグマ | ユニバーサルシグマ | ユニバーサルシグマ         | ユニバーサルシグマ     | ユニバーサルシグマ         |
| ------------------ | ------------------ | -------------------------- | ---------------------- | -------------------------- |
| 1st                | 2019年6月8日       | 愛を叫んでみた             | デジタル・ダウンロード | アイデンティティクライシス |
| 2nd                | 2019年12月4日      | 命の使い方                 | デジタル・ダウンロード | メランコリックモラトリアム |
| 3rd                | 2020年4月29日      | 君が生きる街               | デジタル・ダウンロード | solitude ability           |
| 4th                | 2020年5月13日      | 痛みがわかれば             | デジタル・ダウンロード | solitude ability           |
| 5th                | 2020年7月22日      | 泣き空                     | デジタル・ダウンロード | solitude ability           |
| 6th                | 2020年8月7日       | 知らない言葉を愛せない     | デジタル・ダウンロード | solitude ability           |
| 7th                | 2020年11月11日     | この感情にはまだ名前がない | デジタル・ダウンロード | solitude ability           |
| 8th                | 2020年12月2日      | 瞳に映る                   | デジタル・ダウンロード | solitude ability           |
| 9th                | 2021年2月5日       | 君の嘘なら                 | デジタル・ダウンロード | solitude ability           |
| 10th               | 2021年2月26日      | 過去と未来の間             | デジタル・ダウンロード | solitude ability           |
| 11th               | 2021年4月14日      | 信じること                 | デジタル・ダウンロード | solitude minority          |
| 12th               | 2021年4月28日      | 生きるのを辞めた日         | デジタル・ダウンロード | solitude minority          |
| 13th               | 2021年10月6日      | 二人なら                   | デジタル・ダウンロード | 二人なら                   |
| 14th               | 2021年10月20日     | 717                        | デジタル・ダウンロード | 二人なら                   |
| 15th               | 2022年8月24日      | 貴方に会いたいのに         | デジタル・ダウンロード | 私達の幸せは               |
| 16th               | 2022年10月12日     | 空白の居場所               | デジタル・ダウンロード | 私達の幸せは               |
| 717 project        |                    |                            |                        |                            |
| 17th               | 2024年1月31日      | 僕だけの戦争               | デジタル・ダウンロード |                            |
| Karin.             |                    |                            |                        |                            |
| 18th               | 2024年8月28日      | タワマン文学               | デジタル・ダウンロード |                            |

### アルバム
|     | 発売日        | タイトル                   | 規格品番                             | 収録曲 |
| --- | ------------- | -------------------------- | ------------------------------------ | --- |
| 1st | 2019年8月7日  | アイデンティティクライシス | デジタル・ダウンロード CD：UMCK-1630 | 全8曲 1. 愛を叫んでみた 2. teenage 3. だいじなもの 4. 貴様に流す涙なんて 5. 白色のコンバース 6. あたしの嫌いな唄 7. エンドロール 8. 青春脱衣所                                                                              |
| 2nd | 2020年2月12日 | メランコリックモラトリアム | デジタル・ダウンロード CD：UMCK-1650 | 全8曲 1. 命の使い方 2. 「バイバイ」って言わない理由 3. 藍錆色の夕日 4. 誰もわるくないね 5. 残灯、夜に消える 6. 教室難民 7. 最終章おまえは泣く 8. 髪を切ったら                                                               |
| 3rd | 2021年3月10日 | solitude ability           | デジタル・ダウンロード CD：UMCK-1685 | 全8曲 1. 君が生きる街 2. 瞳に映る 3. 泣き空 4. 痛みがわかれば 5. 知らない言葉を愛せない 6. シネマ 7. 君の嘘なら 8. 愛は透明 9. この感情にはまだ名前がない 10. 過去と未来の間 11. ドライフラワー 12. 涙の賞味期限 13. 世界線 |
| 4th | 2023年3月1日  | 私達の幸せは               | デジタル・ダウンロード CD：UMCK-1735 | 全12曲 1. 私達の幸せは 2. 二人なら 3. 星屑ドライブ 4. 幸せを願えてたら 5. 息を止めて 6. 貴方に会いたいのに 7. 初恋は 8. 永遠が続くのは 9. 717 10. 会いに来て 11. 空白の居場所 12. 結露                                      |

### ミニアルバム
|     | 発売日         | タイトル                   | 規格                   | 収録曲                                                                                     |
| --- | -------------- | -------------------------- | ---------------------- | ------------------------------------------------------------------------------------------ |
| 1st | 2020年5月22日  | 君が生きる街               | デジタル・ダウンロード | 全4曲 1. 君が生きる街 2. はないちもんめ 3. 痛みがわかれば 4. 青春脱衣所 -弾き語り-         |
| 2nd | 2020年8月21日  | 知らない言葉を愛せない     | デジタル・ダウンロード | 全4曲 1. 知らない言葉を愛せない 2. 泣き空 3. 人生上手に生きられない 4. 世界線              |
| 3rd | 2020年12月9日  | この感情にはまだ名前がない | デジタル・ダウンロード | 全4曲 1. この感情にはまだ名前がない 2. 瞳に映る 3. いつかの私へ 4. 君が生きる街 -弾き語り- |
| 4th | 2021年5月12日  | solitude minority          | デジタル・ダウンロード | 全5曲 1. 生きるのを辞めた日 2. さよならの続き 3. おまじない 4. ハリネズミ 5. 信じること    |
| 5th | 2021年10月27日 | 二人なら                   | デジタル・ダウンロード | 全4曲 1. 二人なら 2. 曖昧なままでもいいよ 3. 最後くらい 4. 717                             |
| 6th | 2022年6月8日   | 星屑ドライブ               | デジタル・ダウンロード | 全4曲 1. 星屑ドライブ 2. 嫌いになって 3. 会いに来て 4. 永遠が続くのは                      |
| 7th | 2025年2月26日  | 嘘が甘いから               | デジタル・ダウンロード | 全3曲 1. 嘘が甘いから 2. 低体温症 3. 生まれた時のこと                                      |

### ミュージックビデオ
| タイトル                                           | 公開日     |
| -------------------------------------------------- | ---------- |
| 愛を叫んでみた                                     | 2019/06/07 |
| Karin. × yasuna 愛を叫んでみた『イラストムービー』 | 2019/06/14 |
| 青春脱衣所                                         | 2019/08/07 |
| Karin. × yasuna 青春脱衣所『イラストムービー』     | 2019/09/06 |
| 命の使い方                                         | 2019/12/12 |
| 最終章おまえは泣く                                 | 2020/02/12 |
| 髪を切ったら                                       | 2020/03/10 |
| 君が生きる街『Lyric Video』                        | 2020/04/28 |
| 痛みがわかれば『Lyric Video』                      | 2020/05/12 |
| Karin. × yasuna 君が生きる街『イラストムービー』   | 2020/06/04 |
| 君が生きる街                                       | 2020/06/26 |
| 泣き空『Lyric Video』                              | 2020/07/21 |
| 知らない言葉を愛せない                             | 2020/08/06 |
| この感情にはまだ名前がない                         | 2020/11/11 |
| Karin. ×ウエダ ツバサ 瞳に映る『アニメーション』   | 2020/12/02 |
| Karin. ×ウエダ ツバサ 君の嘘なら『アニメーション』 | 2021/02/05 |
| 信じること                                         | 2021/4/14  |
| 717『Lyric Video』                                 | 2021/10/20 |
| 二人なら                                           | 2021/11/12 |
| 星屑ドライブ                                       | 2022/04/13 |
| 永遠が続くのは                                     | 2022/05/11 |

### ショートフィルム
| タイトル                                                          | 公開日     |
| ----------------------------------------------------------------- | ---------- |
| Karin.× 枝優花 × 伊藤万理華 『solitude ability - 過去と未来の間』 | 2021/02/26 |
| Karin.× 枝優花 × 伊藤万理華 『solitude ability - 涙の賞味期限』   | 2021/03/10 |

## ライブ
| 日程   | 日程     | ツアータイトル                                       | 会場                | 備考     |
| ------ | -------- | ---------------------------------------------------- | ------------------- | -------- |
| 2020年 | 6月7日   | 初ワンマンライブ＆ツアー「最終章おまえは泣く」       | 水戸ライトハウス    | 開催中止 |
| 2020年 | 6月21日  | 初ワンマンライブ＆ツアー「最終章おまえは泣く」       | 梅田Shangri-La      | 開催中止 |
| 2020年 | 6月28日  | 初ワンマンライブ＆ツアー「最終章おまえは泣く」       | Electric Lady Land  | 開催中止 |
| 2021年 | 6月12日  | 初ワンマンライブ＆ツアー 無観客配信「solitude time」 | 東京 LIQUIDROOM     | 開催     |
| 2021年 | 11月14日 | 初ワンマンライブ＆ツアー「 solitude time to end」    | 名古屋 ell.FITS ALL | 開催     |
| 2021年 | 11月20日 | 初ワンマンライブ＆ツアー「 solitude time to end」    | 東京 LIQUIDROOM     | 開催     |
| 2021年 | 11月27日 | 初ワンマンライブ＆ツアー「 solitude time to end」    | 梅田 Shangri-La     | 開催     |
| 2021年 | 11月28日 | 初ワンマンライブ＆ツアー「 solitude time to end」    | 水戸 LIGHT HOUSE    | 開催     |
| 2022年 | 9月23日  | Karin. 2nd tour「空白の居場所」                      | ell. FITSALL        | 開催     |
| 2022年 | 9月24日  | Karin. 2nd tour「空白の居場所」                      | 梅田Shangri-La      | 開催     |
| 2022年 | 10月1日  | Karin. 2nd tour「空白の居場所」                      | 代官山UNIT          | 開催     |
| 2022年 | 10月9日  | Karin. 2nd tour「空白の居場所」                      | mito LIGHT HOUSE    | 開催     |
| 2023年 | 6月30日  | Karin. ワンマンライブ『私達の幸せは』                | 梅田Shangri-La      | 開催予定 |
| 2023年 | 7月1日   | Karin. ワンマンライブ『私達の幸せは』                | 代官山UNIT          | 開催予定 |

### 出演イベント
- 2019年10月05日 - MEGA☆ROCKS 2019
- 2019年11月16日 - mito LIGHT HOUSE 30th anniversary ～SPECIAL 30days～
- 2019年12月21日 - MERRY ROCK PARADE 2019
- 2019年12月25日 - FM802 ROCK FESTIVAL RADIO CRAZY 2019
- 2019年12月30日 - LIVE DI:GA JUDGEMENT 2019
- 2021年08月28日 - RUSH BALL 2021
- 2021年10月10日 - MINAMI WHEEL 2021
- 2022年03月20日 - SANUKI ROCK COLOSSEUM 2022
- 2022年03月21日 - spring go up!
- 2022年06月05日 - SAKAE SP-RING 2022
- 2022年12月17日 - MERRY ROCK PARADE 2022（新型コロナウイルス感染のため出演キャンセル）
- 2023年03月10日 - Meet the Music 310 vol.1